# Torcy
Torcy é uma comuna francesa na região administrativa de Borgonha-Franco-Condado, no departamento Saône-et-Loire. Estende-se por uma área de 19,61 km². Em 2010 a comuna tinha 2 925 habitantes (densidade: 149,2 hab./km²).